# Obermühle (Buch am Wald)
Die Obermühle war eine Einödmühle, die zum Ortsteil und zur Gemeinde Buch am Wald (heute Landkreis Ansbach in Mittelfranken) gehörte. Sie lag in der Gemarkung Buch am Wald.

## Geografie
Die Obermühle lag südlich von Buch am Wald am Berbersbach, heute im Gebiet zwischen der Hauptstraße und Am Wiesengrund. Im Osten grenzten die Hirten- und Pfarräcker an, im Westen der Bucher Wald.

## Geschichte
Gegen Ende des 18. Jahrhunderts gehörte Obermühle zur Realgemeinde Buch am Wald. Die Mühle hatte das brandenburg-ansbachische Kastenamt Colmberg als Grundherrn. Unter der preußischen Verwaltung (1792–1806) des Fürstentums Ansbach erhielt die Obermühle die Hausnummer 43 des Ortes Buch am Wald. Von 1797 bis 1808 unterstand der Ort dem Justizamt Leutershausen und Kammeramt Colmberg.
Im Rahmen des Gemeindeedikts wurde Obermühle dem 1808 gebildeten Steuerdistrikt Buch am Wald zugeordnet. Sie gehörte auch der 1810 gegründeten Ruralgemeinde Buch am Wald an. Nach 1888 wurde Obermühle in den amtlichen Ortsverzeichnissen nicht mehr aufgeführt. Nach dem amtlichen Gemeindeverzeichnis von 1892 bestand die Gemeinde Buch am Wald noch aus drei Orten, d. h. Obermühle wurde noch als separater Ort gezählt. Auf einer topographischen Karte von 1977 wurde sie letztmals verzeichnet.

### Einwohnerentwicklung
| Jahr      | 001818 | 001836 | 001840 | 001861 | 001871 | 001885 |
| Einwohner | 8      | 5      | 6      | 13     | 8      | 9      |
| Häuser    | 1      | 1      | 1      |        |        | 2      |
| Quelle    | [ 11 ] | [ 12 ] | [ 13 ] | [ 14 ] | [ 15 ] | [ 16 ] |

## Religion
Die Einwohner evangelisch-lutherischer Konfession waren nach St. Wendel (Buch am Wald) gepfarrt.